# Once Upon a Christmas (album của Kenny Rogers & Dolly Parton)
Once Upon a Christmas là album Giáng Sinh phát hành năm 1984 của Dolly Parton và Kenny Rogers.

## Thông tin chung
Album được hỗ trợ bởi chương trình truyền hình Giáng Sinh đặc biệt của đài CBS có tựa đề là Kenny & Dolly: A Christmas to Remember, lên sóng lần đầu vào ngày 2 tháng 12 năm 1984 (sau này được tiếp tục thực hiện trong nhiều năm). Chương trình này chưa từng được phát hành dưới dạng video xem tại nhà hay DVD, mặc dù những đĩa phục vụ nhu cầu của công chúng (bootleg đã được sản xuất với số lượng lớn. Ca khúc "The Greatest Gift of All" (#53 Country, #81 Pop, và #40 Adult Contemporary) được phát hành thành đĩa đơn từ album. Tại Vương quốc Anh, "Christmas Without You" là đĩa đơn phát hành từ album. Once Upon a Christmas là một trong số các album Giáng Sinh bán chạy nhất của thập niên 1980 và vẫn tiếp tục được bày bán ngày nay, với bài hát "A Christmas to Remember" được các trạm phát thanh vô tuyến và đài phát thanh vệ tinh tại Hoa Kỳ chơi trong suốt mùa lễ Giáng Sinh. Ở Anh, BBC phát một số bài hát trong album trên hệ thống đài này trong mùa Giáng Sinh. Năm 1989, album được chứng nhận 2 đĩa Bạch kim bởi Hiệp hội Công nghiệp ghi âm Hoa Kỳ.

### Danh sách và thứ tự các bài hát
| STT | Nhan đề                         | Trình bày     | Thời lượng |
| --- | ------------------------------- | ------------- | ---------- |
| 1.  | "I Believe in Santa Claus"      | Kenny & Dolly | 3:31       |
| 2.  | "Winter Wonderland/Sleigh Ride" | Dolly         | 3:44       |
| 3.  | "Christmas Without You"         | Kenny & Dolly | 3:54       |
| 4.  | "The Christmas Song"            | Kenny         | 3:25       |
| 5.  | "A Christmas to Remember"       | Kenny & Dolly | 3:42       |
| 6.  | "With Bells On"                 | Kenny & Dolly | 2:44       |
| 7.  | "Silent Night"                  | Kenny         | 3:18       |
| 8.  | "The Greatest Gift of All"      | Kenny & Dolly | 3:46       |
| 9.  | "White Christmas"               | Dolly         | 3:06       |
| 10. | "Once Upon a Christmas"         | Kenny & Dolly | 4:25       |

## Phiên bản khác
Vào năm 1997, album được phát hành lại bởi hãng đĩa BMG Special Products với một danh sách bài hát ngắn hơn. Thứ tự bài hát được sắp xếp lại và hai bài hát trong bản gốc biến mất khỏi danh sách ("The Christmas Song" và "Silent Night"). Tuy nhiên, bài hát "Hard Candy Christmas" của Dolly Parton được bổ sung thêm, nâng tổng số bài hát trong phiên bản này lên 9 bài.

### Danh sách và thứ tự các bài hát
| STT | Nhan đề                         | Trình bày     | Thời lượng |
| --- | ------------------------------- | ------------- | ---------- |
| 1.  | "I Believe in Santa Claus"      | Kenny & Dolly | 3:29       |
| 2.  | "Winter Wonderland/Sleigh Ride" | Dolly         | 3:42       |
| 3.  | "With Bells On"                 | Kenny & Dolly | 2:41       |
| 4.  | "Christmas Without You"         | Kenny & Dolly | 3:52       |
| 5.  | "White Christmas"               | Dolly         | 3:04       |
| 6.  | "A Christmas to Remember"       | Kenny & Dolly | 3:40       |
| 7.  | "Hard Candy Christmas"          | Dolly         | 3:38       |
| 8.  | "The Greatest Gift of All"      | Kenny & Dolly | 3:44       |
| 9.  | "Once Upon a Christmas"         | Kenny & Dolly | 4:20       |

## Xếp hạng

### Xếp hạng tuần
| Bảng xếp hạng (1984)                | Vị trí cao nhất |
| ----------------------------------- | --------------- |
| Hoa Kỳ Billboard Top Country Albums | 12              |
| Hoa Kỳ Billboard 200                | 31              |
| Hoa Kỳ Billboard Top Holiday Albums | 4               |
| Bảng xếp hạng (2015)                | Vị trí cao nhất |
| Album Canada (Billboard)            | 31              |